# Blues Up and Down, Volume 1
Blues Up and Down, Volume 1 è un album di Gene Ammons, pubblicato dalla Prestige Records nel 1970.

## Tracce
Lato A
1. Blues Up & Down (Take 1) – 1:26 (Gene Ammons, Sonny Stitt) – Registrato il 5 marzo 1950 a New York City
2. Blues Up & Down (Take 2) – 2:21 (Gene Ammons, Sonny Stitt) – Registrato il 5 marzo 1950 a New York City
3. Blues Up & Down (Take 3) – 2:35 (Gene Ammons, Sonny Stitt) – Registrato il 5 marzo 1950 a New York City
4. Let It Be – 3:06 (Henri Woode) – Registrato il 5 marzo 1950 a New York City
5. You Can Depend on Me (Take 1) – 2:48 (Richard Carpenter, Louis Dunlop, Earl Hines) – Registrato il 5 marzo 1950 a New York City
6. You Can Depend on Me (Take 2) – 2:46 (Richard Carpenter, Louis Dunlop, Earl Hines) – Registrato il 5 marzo 1950 a New York City
7. Touch of the Blues – 3:05 (Don George, Eddie Wilcox) – Registrato il 5 marzo 1950 a New York City

Lato B
1. Bye Bye – 3:01 (Jimmy Mundy) – Registrato il 5 marzo 1950 a New York City
2. Walkin' – 2:59 (Richard Carpenter) – Registrato il 26 aprile 1950 a New York City
3. Chabootie – 3:07 (Jimmy Mundy) – Registrato il 26 aprile 1950 a New York City
4. Easy Glide – 2:56 (Bert Kaempfert, Herbert Rehbein) – Registrato il 26 aprile 1950 a New York City
5. Who Threw the Sleeping Pills in Rip Van Winkle's Coffee? – 2:30 – Registrato il 26 aprile 1950 a New York City
6. I Want to Be Loved – 2:37 (Savannah Churchill) – Registrato il 28 giugno 1950 a New York City
7. I Can't Give You Anything but Love – 2:37 (Dorothy Fields, Jimmy McHugh) – Registrato il 28 giugno 1950 a New York City[2]

## Musicisti
Brani A1, A2, A3, A5 e A6
- Gene Ammons - sassofono tenore
- Sonny Stitt - sassofono tenore, sassofono baritono
- Duke Jordan - pianoforte
- Tommy Potter - contrabbasso
- Jo Jones - batteria

Brani A4 e B1
- Gene Ammons - sassofono tenore
- Sonny Stitt - sassofono tenore, sassofono baritono
- Bill Massey - tromba
- Eph Greenlea - trombone
- Duke Jordan - pianoforte
- Tommy Potter - contrabbasso
- Jo Jones - batteria

Brano A7
- Gene Ammons - sassofono tenore
- Sonny Stitt - sassofono tenore, sassofono baritono
- Duke Jordan - pianoforte
- Tommy Potter - contrabbasso
- Jo Jones - batteria
- Teddy Williams - voce

Brani B2, B3, B4 & B5
- Gene Ammons - sassofono tenore
- Sonny Stitt - sassofono baritono
- Bill Massey - tromba
- Bennie Green - trombone
- Duke Jordan - pianoforte
- Tommy Potter - contrabbasso
- Art Blakey - batteria

Brani B6 e B7
- Gene Ammons - sassofono tenore
- Duke Jordan - pianoforte
- Gene Wright - contrabbasso
- Wes Landers - batteria